# وست‌فارمرز
وست‌فارمرز (به انگلیسی: Wesfarmers) شرکت خوشه‌ای و خرده‌فروشی استرالیایی است، که مالک بیش از ۴۰ شرکت تابعه، زیرمجموعه و فرعی می‌باشد. اکثریت این شرکت‌ها در زمینه مدیریت بر فروشگاه‌های زنجیره‌ای خرده‌فروشی که شامل سوپرمارکتها، سوپراستورها و هایپرمارکتها فعالیت می‌نمایند.
شرکت وست‌فارمرز در سال ۱۹۱۴ تأسیس شد و در طول سالها فعالیت از طریق استراتژی خریداری و ادغام (تملیک و ادغام) توسعه یافت و امروزه شرکت‌های زیرمجموعه وست‌فارمرز دارای فعالیت در حوزه‌هایی چون: استخراج معادن، توزیع ال‌پی‌جی و ال‌ان‌جی، ارائه خدمات بیمه، توزیع انواع مواد غذایی و نوشیدنیها، فروش لوازم خانگی، رسانه‌های گروهی، هتلداری و تولید کود می‌باشند.
دفتر مرکزی این شرکت در شهر پرت، استرالیای غربی قرار دارد و بخشی از سهام آن در بازار بورس اوراق بهادار استرالیا معامله می‌شود. شرکت وست‌فارمرز در حال حاضر با در اختیار داشتن بیش از ۲۲۰ هزار کارمند، به‌عنوان بزرگترین کارفرمای نیروی انسانی استرالیا به‌شمار می‌آید.